# Parazilia
Parazilia is een monotypisch geslacht van spinnen uit de  familie van de Tetragnathidae (Strekspinnen).

## Soort
- Parazilia strandi Lessert, 1938